# Leg drop
Leg Drop é um golpe de wrestling profissional, onde o wrestler cai sobre um oponente deitado no chão, o atingindo com a sua perna. Eis algumas variações do movimento.

## Variações

### Atomic Leg Drop
Essa variação é quase igual ao original, porém, no Leg Drop comum, o usuário apenas cai sentado no chão, atingindo a perna no pescoço, tórax ou rosto do oponente. Nessa versão, o wrestler salta e cai com a perna sobre o oponente, lhe causando um impacto e dano maiores. Essa versão era usada como finisher por Hulk Hogan, que ainda pegava impulso nas cordas antes de executar a manobra.

### Diving Leg Drop
O wrestler sobe em um dos corners e salta, caindo com uma das pernas no pescoço de um oponente caído no chão. Existem algumas variações dessa mesma manobra.

#### Diving Front Flip Leg Drop
O usuário salta, fazendo um front flip, ou seja, dá um giro de 360° para frente, caindo com uma das pernas sobre o pescoço do rival, caído no chão.

#### Diving Leg Drop Bulldog
Nessa variação, o oponente tem que estar em pé e de costas para o wrestler, que está sobre um corner. O wrestler salta e executa um Leg Drop Bulldog no oponente, o fazendo bater com o rosto no chão.

#### Diving Leg Lariat
Nessa variação, o oponente tem que estar em pé e de frente para o wrestler, que está sobre um corner. O wrestler salta e executa um Leg Lariat no oponente, o fazendo bater de costas e nuca no chão.

#### Moonsault Leg Drop
O wrestler faz um Diving Moonsault no oponente, que está caído no chão. Porém, ao invés de cair de barriga no oponente, o wrestler gira mais 180º, caindo com uma das pernas sobre o pescoço do oponente.

#### Shooting Star Leg Drop
O wrestler faz um Shooting Star Press, porém, ele gira mais 180º antes de cair sentado com uma das pernas sobre o pescoço de um oponente caído no chão.

### Double Leg Drop
É feito do mesmo modo que o Leg Drop, porém, com as duas pernas. Essa variação é muito usada por Kofi Kingston, sob o nome de Boom Drop.

### Front Flip Leg Drop
Nesse movimento, o wrestler salta e gira 360º no ar, antes de cair com uma das pernas sobre o pescoço do oponente caído.

### Guillotine Leg Drop
O wrestler coloca o oponente caído com a cabeça para fora do ringue, enquanto o corpo continua dentro. O wrestler então, vai para o apron e salta, caindo com a perna sobre o pescoço dele. Esse movimento é muito usado por Undertaker.

### Leg Drop Bulldog
O wreslter corre em direção ao oponente, de costas, e salta sobre ele colocando sua pernas na nuca do adversário. Ele então cai para frente, sentado, fazendo com que o oponente bata com o rosto no chão.

#### Fame Asser
O movimento é parecido, porém nesse, o wrestler deixa o oponente encurvado, coloca a perna sobre a nuca, salta e cai sentado no chãom fazendp com que o adversário bata com o rosto no chão.

### Leg Drop to the Groin
O wrestler ergue uma das pernas de um oponente caído no chão e executa um Leg Drop na virilha dele, causando uma grande dor. Há ainda a versão onde o wrestler cai com as duas pernas, chamada de Double Leg Drop to the Groin, que era usada por Jeff Hardy.

### Leg Lariat
O wreslter salta em direção ao oponente, de frente, e encaixa a sua perna no pescoço dele. O usuário então, cai sentado, pressionando sua perna no pescoço do atingido. É utilizado como finisher por Zack Ryder, com o nome Rough Ryder.

### Running Leg Drop
Igual ao Leg Drop comum, porém o wrestler corre antes de cair com a perna sobre o oponente. É comum que o usuário pegue impulso nas cordas.

### Spinning Leg Drop
Igual ao original, porém o wrestler salta girando para o lado, em uma volta de 360º, caindo em um Leg Drop.

### Springboard Leg Drop
O wrestler pega pisa na segunda corda, pegando impulso. No alto, ele gira ciando sentado, com um Leg Drop sobre o oponente.

#### Slingshot Leg Drop
Nesse movimento, o wrestler está no apron, enquanto que o oponente está caído no chão. Ele se impulsiona nas cordas e salta para dentro do ringue, executando um Leg Drop.

##### Springboard Front Flip Leg Drop
Do apron, o wreslter pega impulso, como no Slingshot Leg Drop, porém, enquanto está no ar, o wrestler gira 360º e finaliza a manobra com um Leg Drop.